# 阿尔贝特·拉津
阿尔贝特·阿列克谢耶维奇·拉津（1940年6月12日—2019年9月10日）是俄罗斯乌德穆尔特共和国社会科学家，語言權利活动家。

## 生平
1940年出生于乌德穆尔特阿爾納希區。1962年毕业于乌德穆尔特国立师范大学。后来获得哲学副博士学位。他是乌德穆尔特民族运动的积极响应者，致力于保护乌德穆尔特语。他与其他活动家一起发起了许多反对俄罗斯联邦政府语言政策的抗议活动。
2019年9月10日上午8点30分，他开始在乌德穆尔特共和国议会前抗议。9时45分，他用汽油浇灌身体并进行了自焚行为。他被紧急送往医院，身体90％以上严重烧伤。14时20分在重症监护室身亡。